# Soto de Rey
Soto de Rey (en asturiano: Soto Rei y oficialmente Soto Rei / Soto de Rey) es un lugar de la parroquia de Pereda, en el municipio asturiano de Ribera de Arriba (España). Se sitúa a un altitud de 170 m y dista 1,5 km de Soto de Ribera, capital municipal. Se sitúa a escasos kilómetros de Oviedo. Comprende en su mayor parte una urbanización dormitorio de Oviedo, de unos 400 habitantes junto al río Nalón.

## Urbanismo

### Poblado de Soto de Rey
Para acoger a los trabajadores de la central térmica, se proyecta y ejecuta desde 1961 la construcción de un poblado. Se trata de ciento veinte residencias que combinan la edificación multifamiliar y unifamiliar. Existe un paralelismo entre estos alojamientos y los del poblado cántabro de La Hermida, diseñados ambos por el mismo arquitecto.

## Comunicaciones

### Ferrocarril
Soto de Rey es epecialmente conocido por su estación de ferrocarril de Renfe, perteneciente a la antigua línea del Norte y lugar de transbordos para salir del Principado de Asturias desde finales del siglo XIX. Aunque ya no es un lugar muy transitado actualmente forma parte de las líneas de cercanías C-1 que une Gijón con Puente de los Fierros y de la C-2 que une Oviedo con las Cuencas Mineras. Se conserva su antigua estación, una cabina de enclavamientos, una cantina, almacenes y antiguas viviendas para trabajadores del ferrocarril.
En Soto también es posible utilizar los servicios regionales de línea que une la Estación de Gijón con la Estación de León, haciendo parada en múltiples apeaderos intermedios.